# Stockholm Skavsta flygplats

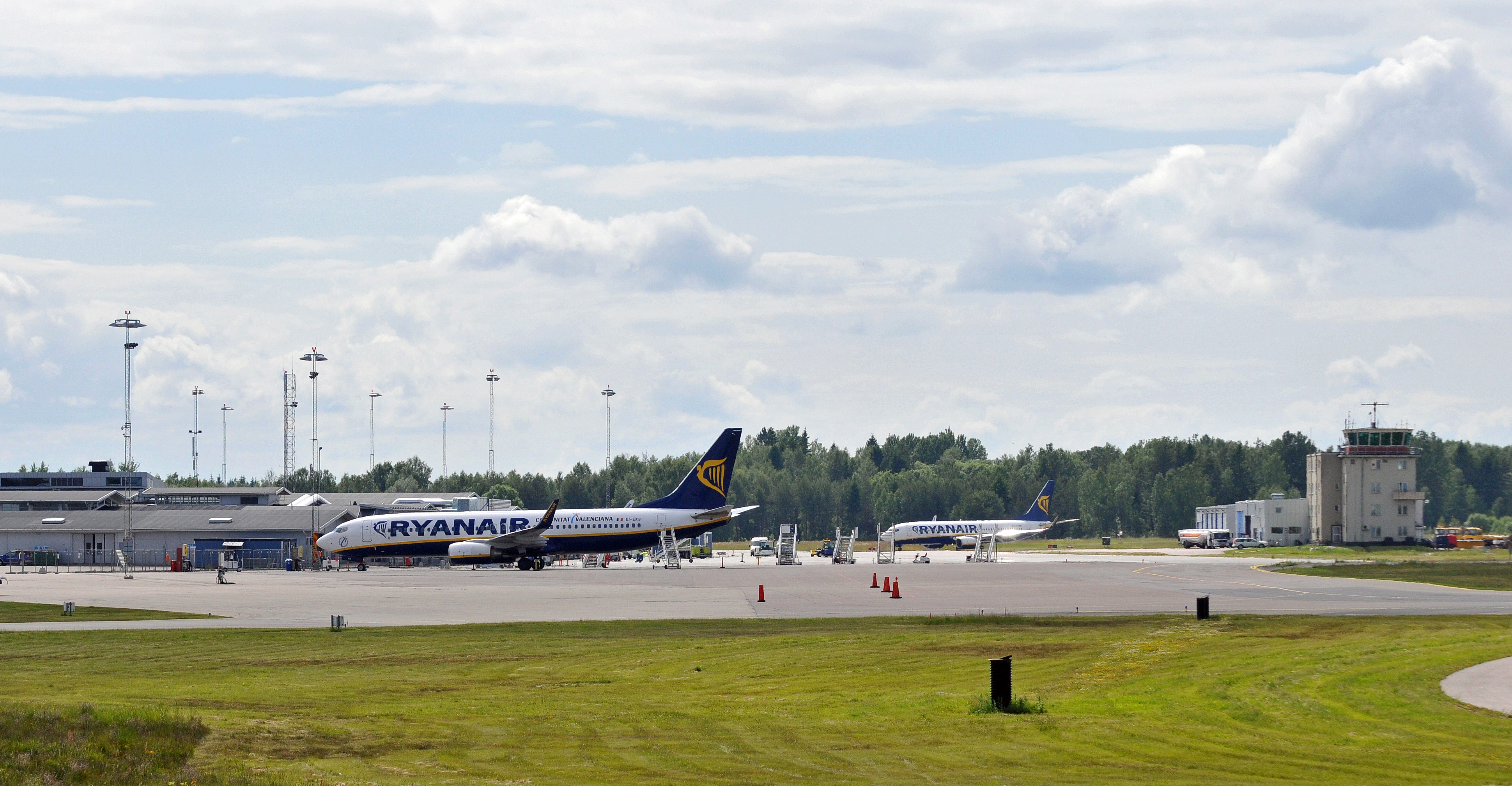
Stockholm Skavsta flygplats.

Stockholm Skavsta flygplats (IATA: NYO, ICAO: ESKN), tidigare även kallad Nyköping-Oxelösunds flygplats, är en internationell flygplats i Nyköpings kommun. Flygplatsen ligger sju kilometer nordväst om Nyköping, och cirka 100 kilometer sydsydväst om Stockholm. Flygplatsen räknas som en av fyra flygplatser i Stockholmsområdet i vid mening och är därför inkluderad i IATA-koden STO.  Den trafikeras av lågprisbolaget Wizz Air,  Norwegian och chartertrafik med TUI. Ryanair upphörde med sin trafik i oktober 2021. Passagerarantalet har sjunkit på senare år men en planerad järnvägsstation intill flygterminalen förväntas långsiktigt öka efterfrågan på flygresor från Skavsta. 

## Historik
Flygplatsen på Skavsta gårds ägor i Sankt Nicolai socken i Nyköpings kommun upprättades åren 1940–1941 som flottiljområde för Södermanlands flygflottilj (F 11), som under slutet av 1940-talet var Sveriges största flygflottilj. (På området finns idag ett museum tillägnat flygflottiljens historia benämnt F11 Museum). Genom ett riksdagsbeslut 1974 beslutades att flottiljen skulle upplösas och avvecklas den 30 juni 1980. Flygplatsen erhöll då status som beredskapsflygplats. Den 23 september 1984 invigdes flygplatsen som civilflygplats i Nyköpings kommuns regi. År 1991 ändrades flygplatsens namn till Stockholm Skavsta flygplats. År 1998 gick flygplatsen över i privat ägo, då det brittiska bolaget TBI plc köpte 90,1 procent av aktierna av kommunen.
I början av 1990-talet infördes en fri marknad för flygtrafik inom EU. Detta innebar också att flygplatserna kunde börja konkurrera om de nya aktörerna. Sveriges befann sig då i djup ekonomisk kris och först mot slutet av 1990-talet började flygmarknaden i Stockholmsområdet omformas på den fria marknadens villkor. Det visade sig snart att Bromma flygplats var mest konkurrenskraftig för inrikestrafiken. För utrikestrafikens nyetableringar var det Skavsta, till en början i konkurrens med Västerås flygplats, som kom att etablera sig som Stockholmsområdets näst största flygplats för internationell passagerartrafik.
År 2008 öppnade Connect Hotels ett hotell (sedan 2024 Aiden Hotel som en del av kedjan Best Western), i anslutning till terminalbyggnaden. Hotellet har 145 rum i tre huskroppar.
År 2013 köptes flygplatsen av det amerikanska ADC & HAS Airports Worldwide. Airports Worldwide togs 2018 över av Vinci Airports. Nyköping kommun äger sedan tidigare 9,9% av aktierna i Stockholm-Skavsta.
I december 2019 meddelade Ryanair sin avsikt att lägga ned sin bas på Skavsta flygplats. Från och med sommarsäsongen 2020 minskade antalet flygavgångar kraftigt. Ryanair gjorde sin sista flygning på Skavsta den 30 oktober 2021. Ryanair uttalade sig i juli 2021 om att återkomma till Skavsta i april 2022, men i november 2021 meddelade bolaget att det inte är aktuellt.
I maj 2022 köptes flygplatsen av Arlandastad Group, ett svenskt fastighetsbolag. Att ett fastighetsbolag köper en flygplats är mycket ovanligt.  Nyköpings kommun äger 9,9 % av flygplatsen och Arlandastad Group äger 90,1 %. 
I början av december 2022 meddelade Norwegian att de planerade att börja trafikera flygplatsen från april 2023. Till en början är det två avgångar i veckan aktuella till Málaga (AGP) och Alicante (ALC). På sikt kan fler linjer och fler avgångar komma att lanseras.
Flygplatsen har öppet dygnet runt alla dagar på året. Från 2023 blev flygplatsen officiellt utsedd som beredskapsflygplats av regeringen
I augusti 2025 kommer flygplatsen att ta  ILS CAT IIIB i drift. Med det nya landningssystemet kommer flygplan kunna landa på Skavsta när det är dimma och i princip noll sikt, vilket gör att de inte behöver välja någon annan flygplats. I dagsläget är det bara Landvetter och Arlanda som har ILS CAT IIIB i Sverige.

## Utveckling av Skavsta
Flygplatsen har byggts ut i olika omgångar sedan 1998, till dagens kapacitet på ca 2,5 miljoner resenärer per år. 
Under 2009 flyttade Saab Aerotech in i nya lokaler vilket gav ytterligare utrymme att bygga ut terminalen. Åren 2011–2012 genomfördes en ombyggnad av terminalen. Renovering och utbyggnad av området vid gaterna och säkerhetskontrollen var först på tur. Gateområdet byggdes ut med ca 670 m2. 
Kommunen tillsammans med Explore Skavsta (Arlandastad group) och övriga fastighetsägare vid Skavsta arbetar aktivt för att utveckla området för nya verksamheter. Tillsammans besitter fastighetsägarna flera miljoner kvadratmeter att utveckla.

### Ostlänken med station vid Skavsta
Vid Skavsta kommer Trafikverket att bygga en station som en del av Ostlänkens bibana förbi Nyköping. Med den nya stationen går det att åka regionaltåg från Stockholm (52 min) och Norrköping (19min) samt Linköping (33min). Från järnvägsstationen blir det gångavstånd till flygterminalen. Förberedande arbeten och sanering har redan påbörjats och entreprenör för hela järnvägssträckan håller på att upphandlas av Trafikverket. Järnvägsplanen för Ostlänken förbi Skavsta lämnades in till fastställelseprövning i februari 2025. Planerad trafikstart för tåg på Ostlänken förbi Skavsta är satt till början av 2035.  Den nya stationen förväntas skapa helt nya möjligheter för flygplatsen att attrahera både flygresenärer och verksamheter, inte minst vid en eventuell avveckling av Bromma flygplats.

### Verksamhetsområde
Kommunen har tillsammans med flygplatsen tagit fram ett planprogram för områdets utveckling med anledning av den planerade stationen på Ostlänken. Planprogrammet antogs 2022. Målsättningen är att tillskapa ett stort verksamhetsområde med 10 000 nya arbetsplatser.   Detaljplaneläggningen av nya områden är påbörjad av kommunen och Explore Skavsta. 

### Ny infartsväg
År 2011 invigdes en ny infartsväg (väg 629) till flygplatsen. Vägen är 1,5 km lång och har en separat gång- och cykelbana. Denna väg kommer enligt Trafikverkets förslag till järnvägsplan för Ostlänken att stängas och ersättas med en ny infartsväg längre väster ut. 

## Marktransport
- Biluthyrning
- Buss
  - Vy Flygbussarna kör direkt mellan Stockholm Skavsta flygplats och Cityterminalen i Stockholm. (restid cirka 80 minuter). Flygbussarna går även till Linköping och Norrköping.
  - Sörmlandstrafikens linjer 715 och 515 går till Nyköping samt Oxelösund.
- Tåg 
  - Centralstationen i Nyköping ligger cirka sju kilometer ifrån flygplatsen. Stationen kan nås genom taxi eller busslinjer 515 och 715. Tågets restid till Stockholm är cirka 60 minuter.
- Taxi
  - Taxi kan beställas i förväg genom Flygtaxi. Restiden är cirka 60 minuter till Stockholm.
- Cykel 
  - Cykel får medtagas på Mälardalstrafiks tåg till Nyköping i mån av plats. Från Nyköpings tätort går det att cykla i blandtrafik på vägren längs med väg 52 och från väg 629 finns sedan cykelbana fram till terminalen. Att cykla tar ca 20 minuter.
- Bil 
  - Flygplatsen ett par kilometer från E4:an och det finns både markparkering och möjlighet att parkera i garage inom gångavstånd från flygplatsterminal.

## Flyglinjer
Enligt miljödomstolens dom 2007 har flygplatsen tillstånd för 75 000 flygplansrörelser och 6 miljoner passagerare per år.

### Reguljära destinationer
Nedan är en tabell över aktuella linjer från Skavsta (2025).
| Flygbolag             | Destinationer               |
| --------------------- | --------------------------- |
| Wizz Air              | Belgrad, Bukarest, Warszawa |
| Norwegian Air Shuttle | Alicante, Málaga, Palma     |

### Charterdestinationer
Nedan är en tabell över charter destinationer från Skavsta (2025).
| Flygbolag | Destinationer |
| --------- | ------------- |
| Tui       | Las Palmas    |

### Serviceutbud på flygplatsen
- Pressbyrån ligger innan säkerhetskontrollen och erbjuder enklare rätter.
- Restaurang ät. serverar vällagad mat med street food-touch. Restaurangen finns både innan och efter säkerhetskontrollen. Fulla alkoholrättigheter och lokalt producerad öl från Nyköping Brewing Co.
- Taxfree shop efter säkerhetskontrollen
- Valutaväxling hos Change Group

## Verksamheter vid Skavsta
- Skavsta är bas för kustbevakningsflygets tre flygplan, inom Kustbevakningen.
- Skavsta är också huvudbas för Saab SFO (Special Flight Operation) med flygplan för målflyg för att öva luftvärn, mätflyg för kontroller av flygplatsers navigeringsutrustning och vattenskopande brandbekämpningsflygplan.
- Regional gränspolis och Tullverket finns etablerade på området.
- Från 2023 blev flygplatsen officiellt utsedd som beredskapsflygplats av regeringen.
- F11 Museum - Sveriges flygspaningsmuseum finns på området med flygplan, utrustning och flygsimulatorer. Utanför museet står två flygplan att beskåda.[13]
- Vid Skavsta finns YH utbildning för flygsystemtekniker och gymnasieutbildning flygtekniker[14]. Det finns även ett certifierat Motorsport Collage som en del av Nyköpings gymnasium med inriktningar mot fordonsteknik samt transport och logistik [15].

## Passagerarstatistik
|                                                |
| Källa: Transportstyrelsens flygplatsstatistik. |

| År                                             | Antal passagerare | Skillnad mot föregående år |
| ---------------------------------------------- | ----------------- | -------------------------- |
| 1997                                           | 128 862           |                            |
| 1998                                           | 210 388           | +81 526                    |
| 1999                                           | 240 233           | +29 845                    |
| 2000                                           | 271 778           | +31 545                    |
| 2001                                           | 252 619           | -19 159                    |
| 2002                                           | 319 123           | +66 504                    |
| 2003                                           | 974 716           | +655 593                   |
| 2004                                           | 1 346 811         | +372 095                   |
| 2005                                           | 1 741 301         | +394 490                   |
| 2006                                           | 1 773 330         | +32 029                    |
| 2007                                           | 1 994 512         | +221 182                   |
| 2008                                           | 2 479 646         | +485 134                   |
| 2009                                           | 2 524 633         | +44 987                    |
| 2010                                           | 2 507 772         | -16 861                    |
| 2011                                           | 2 581 639         | +73 867                    |
| 2012                                           | 2 317 589         | -264 050                   |
| 2013                                           | 2 169 587         | -148 002                   |
| 2014                                           | 1 657 335         | -512 252                   |
| 2015                                           | 1 811 730         | +154 395                   |
| 2016                                           | 2 028 059         | +216 329                   |
| 2017                                           | 2 129 631         | +101 572                   |
| 2018                                           | 2 213 970         | +84 339                    |
| 2019                                           | 2 296 310         | +82 340                    |
| 2020                                           | 573 229           | -1 723 081                 |
| 2021                                           | 613 030           | 39 801                     |
| 2022                                           | 555 622           | -57 408                    |
| 2023                                           | 685 269           | +129 647                   |
| 2024                                           | 364 603           | -320 666                   |
| Källa: Transportstyrelsens flygplatsstatistik. |                   |                            |